# Vier Stücke für das Pianoforte
Vier Stücke für das Pianoforte is een muziekbundel van Edvard Grieg. Het draagt opusnummer 1, maar het is minstens zijn tiende compositie.
Voor zijn eindexamen componeerde Grieg een drietal werkjes (delen 1, 2 en 4) onder de titel Drei Phantasiestücke. De originele titel is Duits, want Grieg deed eindexamen aan het Leipziger Conservatorium. Hij droeg de stukken op aan zijn docent Ernst Ferdinand Wenzel, een vriend van Robert Schumann. Pas in maart 1863 leverde Grieg in Bergen een mazurka op, die dienst ging doen als deel 3. Het werk werd al snel opgepakt door Peters Verlag, die de vier werkjes uitbracht onder de huidige titel. Grieg zelf vond later dat de publicatie wat hem betreft achterwege had kunnen blijven.

## Delen
- Allegro con leggerazza
- Non allegro e molto espressivo-un poco piu vivo-allegro capriccioso-tempo I
- Mazurka. Con grazia
- Allegretto con moto

## Discografie
Er verschijnen regelmatig opnamen van dit werk.